# Chenopodium ulbrichii
Chenopodium ulbrichii är en amarantväxtart som beskrevs av Paul Aellen. Chenopodium ulbrichii ingår i släktet ogräsmållor, och familjen amarantväxter. Inga underarter finns listade i Catalogue of Life.